# Diócesis de Yanji
La diócesis de Yanji o de Yenki (en latín: Dioecesis Ienchivensis y en chino: 天主教延吉教区) es una circunscripción eclesiástica de la Iglesia católica en China. Se trata de una diócesis latina, sufragánea de la arquidiócesis de Fengtian. Desde el 2 de noviembre de 1950 es sede vacante. Sin el permiso de la Santa Sede el 4 de julio de 1959 la Asociación Patriótica Católica China suprimió la diócesis de Yanji y dividió su territorio entre las nuevas diócesis patrióticas de Harbin (renombrada en 1983 como diócesis de Heilongjiang) y de Jilin, con la parte en la provincia de Heilongjiang en la primera, y la parte en la provincia de Jilin en la segunda. 

## Territorio y organización
La diócesis extiende su jurisdicción sobre los fieles católicos de rito latino residentes en parte de la provincia de Jilin. Para la Asociación Patriótica Católica China la diócesis patriótica de Jilin comprende toda la provincia de Jilin.
La sede de la diócesis se encuentra en la ciudad de Yanji, en la prefectura autónoma coreana de Yanbian, aunque la sede de la diócesis patriótica de Jilin se halla en la ciudad de Changchun, en donde se encuentra la Catedral de Santa Teresa.

## Historia
En 1920 la Santa Sede delimitó las áreas de Yanji y Mudanjiang en la provincia de Jilin del vicariato apostólico de Manchuria del Norte y las colocó bajo la jurisdicción del vicariato apostólico de Wonsan (hoy diócesis de Hamhung) en la Corea ocupada por los japoneses
La prefectura apostólica de Yanji (Yenki) fue erigida el 19 de julio de 1928 con el breve Ex hac Divi del papa Pío XI, obteniendo el territorio del vicariato apostólico de Wonsan.
En 1931 el ejército japonés de Kwantung ocupó Yanji y la colocó bajo la jurisdicción de Manchukuo, pero a los sacerdotes extranjeros todavía se les permitía continuar predicando y sirviendo localmente. La Santa Sede se negó a establecer relaciones diplomáticas con Manchukuo.
El 13 de abril de 1937 la prefectura apostólica fue elevada al rango de vicariato apostólico con la bula Ad regni Dei del papa Pío XI.
Tras la invasión soviética el 15 de agosto de 1945 el emperador del Japón anunció la rendición poniendo fin a la Segunda Guerra Mundial y la República de China se apoderó de las cuatro provincias del noreste de Manchukuo, ocupando Yanji.
El 11 de abril de 1946 el vicariato apostólico fue elevado a diócesis con la bula Quotidie Nos del papa Pío XII 
En 1948 el Partido Comunista de China capturó la ciudad de Yanji, se impuso en la guerra civil y proclamó la República Popular China el 1 de octubre de 1949. El 4 de septiembre de 1951 China comunista expulsó al nuncio apostólico Antonio Riberi y la Santa Sede continuó reconociendo a la República de China en Taiwán como el legítimo gobierno chino. Todos los misioneros extranjeros fueron expulsados de China comunista en 1952, y los sacerdotes chinos locales debieron continuar administrando los asuntos de la diócesis.
La Asociación Patriótica Católica China fue creada con el apoyo de la Oficina de Asuntos Religiosos de la República Popular de China en 1957, con el objetivo de controlar las actividades de los católicos en China. Su nombre público es Iglesia católica china y es referida como la "Iglesia oficial" en contraposición a la "Iglesia subterránea" o "Iglesia clandestina" leal a la Santa Sede.
Sin el permiso de la Santa Sede el 4 de julio de 1959 la Asociación Patriótica Católica China suprimió la diócesis de Yanji y dividió su territorio entre las nuevas diócesis patrióticas de Harbin (renombrada en 1983 como diócesis de Heilongjiang) y de Jilin, con la parte en la provincia de Heilongjiang en la primera, y la parte en la provincia de Jilin en la segunda. En la nueva diócesis de Harbin se integraron además la administración apostólica de Harbin, el exarcado apostólico de Harbin, la parte de la diócesis de Jilin en la provincia de Heilongjiang y las prefecturas apostólicas de Qiqihar y de Jiamusi. En la nueva diócesis de Jilin se integraron además las partes de las diócesis de Jilin y de Sipingjie en la provincia de Jilin y la parte occidental de la prefectura apostólica de Lindong.
En el período de 1966 a 1976 la Revolución Cultural se ensañó especialmente contra la religión, destruyéndose numerosas iglesias y cesaron todas las actividades religiosas en la diócesis. A principios de la década de 1980 la diócesis reanudó sus operaciones.
Hasta 2009 fue administrador apostólico de la diócesis Damas Zhang Hanmin.
El 22 de septiembre de 2018 se firmó en Pekín el Acuerdo provisional entre la Santa Sede y la República Popular de China sobre el nombramiento de los obispos. El 22 de octubre de 2020 el acuerdo fue prorrogado por otros dos años y en octubre de 2022 por otros dos años más.
Debido a la situación particular de la Iglesia católica en China, la Santa Sede no nombra obispos para las diócesis chinas, que son sedes oficialmente vacantes incluso en presencia de obispos reconocidos por Roma.

## Episcopologio
- Theodor (Hermann) Breher, O.S.B. † (5 de febrero de 1929-2 de noviembre de 1950 falleció)
  - Timotheus (Franz Xaver) Bitterli, O.S.B. † (9 de abril de 1954-4 de octubre de 1985 retirado) (administrador apostólico)